# Luuk de Jong
Luuk de Jong (Aigle, 1990. augusztus 27. –) holland válogatott labdarúgó, posztját tekintve csatár. A portugál ligában szereplő Porto játékosa.

## Pályafutása
Luuk Aigleben, Svájcban született. Szülei röplabdázók voltak és ekkor épp Svájcban röplabdáztak. Négyéves volt, amikor a család hazaköltözött Hollandiába. Labdarúgó karrierjét a DZC'68 nevezetű csapatban kezdte két évvel idősebb bátyjával, Siemmel egyetemben. Ezután a De Graafschaphoz került és itt vált profi labdarúgóvá.
A 2008–2009-es idényben egy NAC Breda elleni mérkőzésen mutatkozott be az első csapatban. Első Eredivisie-ben lőtt gólját a Twente ellen szerezte.
A De Graafschap felnőtt csapatában mindössze egy szezont töltött, és 2009-ben a Twente szerződtette. Első idényében sikerült bajnoki címet szereznie.

### Borussia Mönchengladbach
2012. július 18-án a Borussia Mönchengladbach bejelentette, hogy megszerezte de Jongot a Twentétől, amellyel hosszasan tárgyaltak, de végül sikerült megegyezniük 15 millió eurós vételárban.
Augusztus 18-án mutatott be a csapatban, és a német kupában, egy 0–2-s idegenbeli Alemannia Aachen elleni mérkőzésen az első körben, amelyen egy gólpasszt is kiosztott a 70. percben, Juan Arango-nak. A német bajnokságban egy héttel később debütált, augusztus 25-én a TSG 1899 Hoffenheim elleni 2–1-s haza mérkőzésen. Szeptember 15-én szerezte első gólját az 1. FC Nürnberg elleni 2–3-s idegenbeli mérkőzés 45. percében.

### PSV Eindhoven
2014. július 12-én a holland sztárcsapat kivásárolta a Borussia Mönchengladbach kötelékéből, amely szerződés 2019 nyaráig volt érvényes.

#### 2014–15[4]
Július 30-án lépett pályára első alkalommal a csapatban, és gólt is szerzett a 2014/15-ös Európa Liga selejtező mérkőzésen a St. Pölten ellen, amivel megnyerték a találkozót. A visszavágón szintén eredményes volt. Augusztus 10-én mutatkozott be a PSV színeiben a bajnokságban, az 1. fordulóban a Willem II elleni 1–3-s találkozón. A következő két fordulóban a NAC Breda, és az Ajax ellen gólpasszal segítette csapatát. Az első bajnoki gólját hónap végén szerezte a 4. fordulóban a Vitesse ellen, majd a következő két fordulóban is eredményes volt a Zwolle és az SC Cambuur ellen. A csapat sikeresen kvalifikálta magát az Európa Liga 2014/15-ös kiírásában. A csoportkörben az első ellenfél a portugál GD Estoril Praia csapat volt, ezen az összecsapáson a 26. percben gólt jegyzett, a találkozó 1–0-ra végződött. Szeptember 25-én combsérülés miatt kihagyta a Holland Kupa második körének, majd a bajnokság 7-8. fordulójának, és az Európa Liga csoportjának második mérkőzését.
Október 18-án tért vissza a bajnokság 9. fordulójában az AZ ellen. Az Európa Liga csoportkörének harmadik mérkőzésén a Panathinaikos ellen, aztán három nappal később a bajnokságban a Ultrecht ellen, és újabb három nappal elteltével a Holland Kupában is asszisztot készített elő az Almere City ellen. November 6-án a Panathinaikos elleni 2–3-s idegenbeli mérkőzésen gólt szerzett 2–1-s állásnál volt eredményes a 65. percben. Három nappal később az Heracles Almelo ellen a  bajnokság 12. fordulójában, és további három fordulón keresztül gólt jegyzett a csapatnak. A 14. fordulóban mesterhármast ért el a Feyenoord elleni 4–3-ra megnyert találkozón. A 17, 20-22-dik fordulókban gólpasszig jutott, majd az AZ ellen újabb mesterhármast jegyzett.
Január 20-án két gólt szerzett a Roda JC ellen a Holland Kupa legjobb 16 csapta között, de nem volt elég a továbbjutáshoz. A bajnokság 24-25-dik fordulójában újabb gólokat jegyzett a FC Dordrecht, és az Ajax ellen. A következő két hétben egy-egy gólt jegyzett az FC Twente, és a PEC Zwolle ellen. Az SC Heerenveen ellen két gólt, és egy gólpasszig jutott. Az utolsó fordulóban az ADO Den Haag ellen asszisztot, majd a 61. percben jegyzete utolsó gólját az idényben.
Ezzel a szezon végén megnyerték a holland labdarúgó bajnokságot, 17 pontos előnnyel.

### Sevilla
2019. június 29-én bejelentették, hogy az andalúz csapat kivásárolta a PSV Eindhoven kötelékéből, és 2023 nyaráig kötöttek szerződést.

#### 2019–20
A csapatban a 19-es mezszám lett az övé.
Augusztus 18-án a bajnokság első fordulójában kezdőként mutatkozott be az együttesben, az Espanyol elleni 0–2-s idegenbeli találkozón.
Október 20-án a bajnokság 9. fordulójában a Levante ellen volt először eredményes, amely góllal megnyerték a mérkőzést.
Négy nappal később, október 24-én a klub színeiben játszotta első nemzetközi mérkőzést az Európa Ligában, az F91 Dudelange elleni 3–0-s hazai csoportköri találkozón. A bajnokság 13. fordulójában a Real Betis ellen megszerezte második gólját a csapatban, a 20. fordulóban a Real Madrid, a 21-ben a Granada, és a 27-ben az Atlético Madrid, majd a 29. fordulóban a Levante ellen szintén eredményes volt. 2020. január 12-én lépett pályára első alkalommal Spanyol Kupa találkozón, amelyen gólt is jegyzett az UM Escobedo csapatának, mérkőzés 5–0-s győzelemmel végződött.
Augusztus 16-án az Európa Liga elődöntőjében a Manchester United ellen, előbb az 56. percben csereként érkezett, majd 1–1-s állásnál a 78. percben 2–1-re eldöntötte a mérkőzést.
5 nappal ezután a döntőben az Inter csapata volt az ellenfél, 12 perccel később előbb egyenlített, majd a 33. percben újabb gólt lőtt amivel megszerezték a vezetést. A finálé 3–2-s győzelemmel ért véget, ezáltal megnyerték az Európa Liga 2019/20-as kiírásának idényét.

#### 2020–21
Ettől a szezontól a 9-es mezszámot viselte.
Az idény első tétmérkőzése, szeptember 24-én az UEFA Szuperkupa volt, amit a BL győztes Bayern München ellen játszottak, a mérkőzést Budapesten 2–1-re elveszítették a Puskás Ferenc Stadionban. A bajnokságban az első-két mérkőzést elhalasztották ezért a 3. fordulóban a Cádiz ellen kezdték meg az idényt, amelyen góllal volt eredményes. Majd két fordulóval később az FC Barcelona ellen is gólt szerzett. Október 20-án a csapat a Chelsea ellen kezdte meg a nemzetközi kupasorozatát a Bajnokok Ligájában, ezen a találkozón 80 percet játszott. Majd 8 nappal később a második csoportmérkőzésen gólt jegyzett a Stade Rennais ellen, amivel 1–0-ra megnyerték a találkozót. December 15-én az andalúz csapat első mérkőzése a Spanyol Kupában az Ciudad Lucena ellen volt, amely találkozó 0–3-ra végződött és egy gólt szerzett a 14. percben. Január 27-én a 16 között megkapták a Valencia együttesét ellenfélnek, ezen a meccsen az első két gólt Luuk szerezte a 10. és a 33. percben. Február 17-én a 
Borussia Dortmund elleni 3–2-re elvesztett Bajnokok Ligája mérkőzés 84. percében ismét gólt jegyzett. A visszavágón pedig egy asszisztot jegyzett, amit Júszef el-Neszjrí váltott gólra, a találkozó 2–2-s döntetlennel ért véget amivel nem sikerült bejutni a legjobb 8 közé. Február 22-én a 24. fordulóban az Ossasuna, aztán a 26. fordulóban az Elche ellen ismét gólt szerzett a bajnokságban. Az szezon utolsó mérkőzése a Deportivo Alavés elleni 1–0-s hazai bajnoki volt, amelyen csereként érkezett a pályára.

### FC Barcelona
2021. szeptember 9-én a Sevilla együttese kölcsönbe adta a 2021/22-es idény végéig a katalánoknak. Egyes információk szerint honfitársa, Ronald Koeman kérte a szerződtetését.
Szeptember 14-én mutatkozott be hazai környezetben a Bayern München elleni 0–3-ra elveszett Bajnokok Ligája mérkőzésen, kezdőként 66 perc játéklehetőséget kapott.
Hat nappal később, szeptember 20-án debütált a bajnokságban, egy 1–1-s Granada elleni hazai találkozón. Ugyancsak hat nap elteltével, szeptember 26-án jegyezte első gólját a Levante UD elleni 3–0-s bajnokin. Legközelebb 2022. január 2-án szerzett gólt az RCD Mallorca ellen, majd hat nappal később a Granada ellen is.
Január 12-én a Szuperkupában is gólt jegyzett a Real Madrid elleni 3–2-re elvesztett elődöntő mérkőzésen. Február 13-án pedig egy fontos gólt szerzett a Espanyol elleni 2–2-s városi rangadón, melyen az utolsó percben fejjel volt eredményes Adama Traoré beívelését követően.

### Ismét a PSV Eindhoven
2022. július 2-án visszatért a PSV Eindhoven csapatához.

### Porto
2025. augusztus 3-án 1+1 éves szerződést írt alá a portugál Porto csapatával.

### Válogatottban
Utánpótlásszinten szerepelt az U19-es és az U21-es holland válogatottban is.
A felnőtt csapatban 2011. február 9-én debütált egy Ausztria elleni barátságon találkozón. A válogatottbeli első találatát 2011. szeptember 6-án szerezte, amikor a 2012-es Európa-bajnokság selejtezőiben 2–0-ra legyőzték Finnországot és ezzel eldőlt, hogy Hollandia kijut a kontinenstornára. Az Európa-bajnoki keretszűkítést követően Bert van Marwijk nevezte őt az Eb-re készülő 23 fős keretébe.

## Statisztika
2022. május 30-i állapot szerint.
| Klub                       | Szezon           | Bajnokság        | Bajnokság | Bajnokság | Kupa  | Kupa  | Nemzetközi | Nemzetközi | Egyéb | Egyéb | Összes | Összes |
| Klub                       | Szezon           | Liga             | Mérk.     | Gólok     | Mérk. | Gólok | Mérk.      | Gólok      | Mérk. | Gólok | Mérk.  | Gólok  |
| -------------------------- | ---------------- | ---------------- | --------- | --------- | ----- | ----- | ---------- | ---------- | ----- | ----- | ------ | ------ |
| De Graafschap              | 2008–09          | Eredivisie       | 14        | 2         | 2     | 0     | 0          | 0          | 3     | 1     | 19     | 3      |
| De Graafschap              | Összesen         | Összesen         | 14        | 2         | 2     | 0     | -          | -          | 3     | 1     | 19     | 3      |
| FC Twente                  | 2009–10          | Eredivisie       | 12        | 2         | 5     | 4     | 4          | 1          | 0     | 0     | 21     | 7      |
| FC Twente                  | 2010–11          | Eredivisie       | 32        | 12        | 5     | 3     | 11         | 4          | 1     | 1     | 49     | 20     |
| FC Twente                  | 2011–12          | Eredivisie       | 31        | 25        | 3     | 2     | 14         | 5          | 3     | 0     | 51     | 32     |
| FC Twente                  | Összesen         | Összesen         | 75        | 39        | 13    | 9     | 29         | 10         | 4     | 1     | 121    | 59     |
| Borussia Mönchengladbach   | 2012–13          | Bundesliga       | 23        | 6         | 1     | 0     | 7          | 2          | —     | —     | 31     | 8      |
| Borussia Mönchengladbach   | 2013–14          | Bundesliga       | 13        | 0         | 1     | 0     | —          | —          | —     | —     | 14     | 0      |
| Borussia Mönchengladbach   | Összesen         | Összesen         | 36        | 6         | 2     | 0     | 7          | 2          | —     | —     | 45     | 8      |
| Newcastle United (kölcsön) | 2013–14          | Premier League   | 12        | 0         | —     | —     | —          | —          | —     | —     | 12     | 0      |
| Newcastle United (kölcsön) | Összesen         | Összesen         | 12        | 0         | —     | —     | —          | —          | —     | —     | 12     | 0      |
| PSV                        | 2014–15          | Eredivisie       | 32        | 20        | 2     | 2     | 11         | 4          | —     | —     | 45     | 26     |
| PSV                        | 2015–16          | Eredivisie       | 33        | 26        | 4     | 2     | 6          | 2          | 1     | 2     | 44     | 32     |
| PSV                        | 2016–17          | Eredivisie       | 32        | 8         | 1     | 0     | 5          | 1          | 1     | 0     | 39     | 9      |
| PSV                        | 2017–18          | Eredivisie       | 28        | 12        | 3     | 1     | 2          | 0          | —     | —     | 33     | 13     |
| PSV                        | 2018–19          | Eredivisie       | 34        | 28        | 0     | 0     | 8          | 4          | 1     | 0     | 43     | 32     |
| PSV                        | Összesen         | Összesen         | 159       | 94        | 10    | 5     | 32         | 11         | 3     | 2     | 204    | 112    |
| Sevilla                    | 2019–20          | La Liga          | 35        | 6         | 3     | 1     | 8          | 3          | —     | —     | 46     | 10     |
| Sevilla                    | 2020–21          | La Liga          | 34        | 4         | 7     | 3     | 6          | 2          | 1     | 0     | 48     | 9      |
| Sevilla                    | Összesen         | Összesen         | 69        | 10        | 10    | 4     | 14         | 5          | 1     | 0     | 94     | 19     |
| Barcelona (kölcsön)        | 2021–22          | La Liga          | 21        | 6         | 0     | 0     | 7          | 0          | 1     | 1     | 29     | 7      |
| Barcelona (kölcsön)        | Összesen         | Összesen         | 21        | 6         | 0     | 0     | 7          | 0          | 1     | 1     | 29     | 7      |
| PSV                        | 2022/23          | Eredivisie       | 0         | 0         | 0     | 0     | 0          | 0          | 0     | 0     | 0      | 0      |
| PSV                        | Összesen         | Összesen         | 0         | 0         | 0     | 0     | 0          | 0          | 0     | 0     | 0      | 0      |
| KARRIER ÖSSZESEN           | KARRIER ÖSSZESEN | KARRIER ÖSSZESEN | 386       | 157       | 37    | 18    | 89         | 28         | 12    | 5     | 524    | 208    |

1. ↑   egy mérkőzés a Holland Szuperkupában, és két mérkőzés az Eredivisie Playoffs-ban
2. ↑  A Bajnokok Ligájában háromszor, az Európa Ligában négyszer lépett pályára
3. ↑  Mérkőzése(i) a Spanyol Szuperkupában

## Sikerei, díjai

### Klubszinten
Twente
- Eredivisie: 2009–10
- Holland kupa: 2010–11
- Holland szuperkupa: 2010, 2011

PSV
- Eredivisie: 2014-15, 2015–16, 2017–18, 2023–24, 2024–25
- Holland kupa: 2022–23
- Holland szuperkupa: 2015, 2016, 2022, 2023

Sevilla
- Európa-liga: 2019–20

### Egyéni
- Legtöbb gólt és gólpasszt jegyző Twente játékos a 2010–11-es szezonban.
- Legtöbb gólt szerző Twente játékos a 2011–12-es szezonban.